# Else Nizigama Ntamagiro

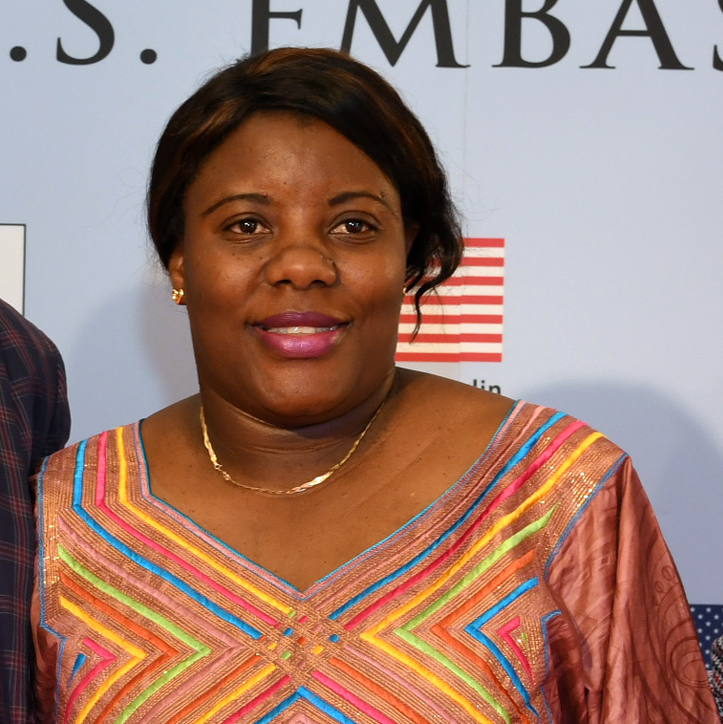
Else Nizigama Ntamagiro (2018)

Else Nizigama Ntamagiro (* 15. November 1972) ist eine burundische Diplomatin und außenpolitische Beraterin des Präsidenten Évariste Ndayishimiye. Sie war von Juli 2016 bis Juni 2021 Botschafterin ihres Landes in Berlin.

## Werdegang
Else Nizigama Ntamagiro absolvierte ein Studium der Verwaltungs- sowie Politikwissenschaften an der Universität von Bukavu (DR Kongo) und erhielt einen Master in Politikwissenschaft und Internationalen Beziehungen der Université catholique de Louvain (UCL) in Belgien.
Nach dem Eintritt in den diplomatischen Dienst übernahm Ntamagiro 2002 beratende Aufgaben in der Abteilung für internationale Organisationen des Außenministeriums. Als Erste Botschaftsrätin wechselte sie 2009 an die Botschaft in der Demokratischen Republik Kongo. Zwei Jahre später wurde sie Chargée d’affaires an der Botschaft in Kanada und 2014 zur Botschafterin von Burundi in Russland und Georgien ernannt. Zwei Jahre später tauschte sie mit dem Berliner Botschafter Edouard Bizimana die Ämter.
Else Nizigama Ntamagiro wurde am 6. Juli 2016 zur außerordentlichen und bevollmächtigten Botschafterin der Republik Burundi in Deutschland akkreditiert. Im Dezember 2016 erhielt Ntamagiro Nebenakkreditierungen für den Heiligen Stuhl und im Januar 2018 für Österreich und die Slowakei. Zudem ist sie seit Juni 2017 Ständige Vertreterin bei der UNIDO in Wien.
Appolonie Nibona, ihre Nachfolgerin in Berlin, übergab am 21. Juni 2021 ihre Beglaubigungsschreiben.